# German Underground Hospital

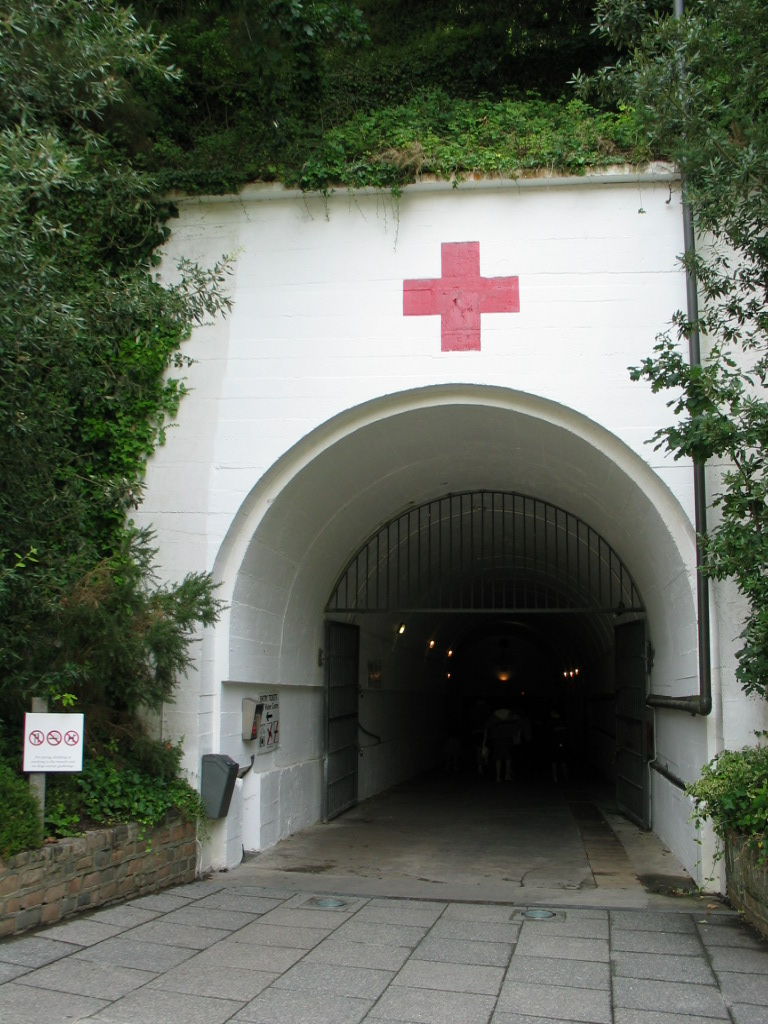
Ingang

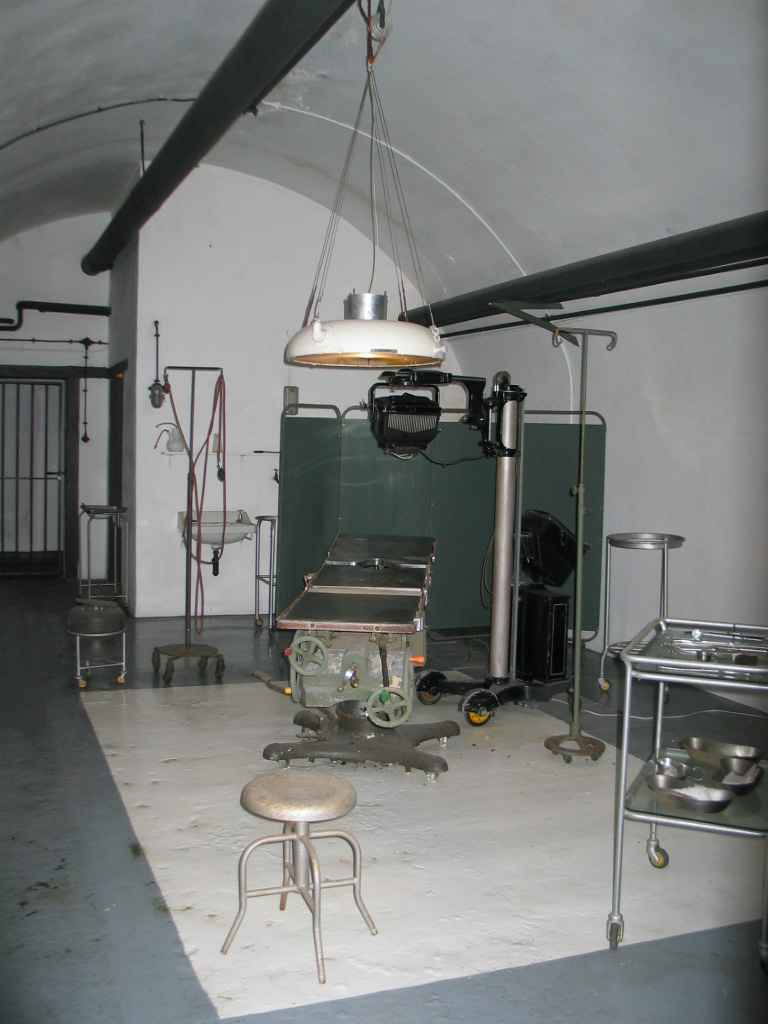
Operatiekamer

Het German Underground Hospital is een kilometers lang gangenstelsel in de rotsen van het Kanaaleiland Jersey in de gemeente Saint Lawrence, bedoeld als ondergronds ziekenhuis. Het is een overblijfsel van de Duitse bezetting uit de Tweede Wereldoorlog. Deze bezienswaardigheid staat nu bekend als de Jersey War Tunnels. Het is nu een van de meest bezochte bezienswaardigheden van Jersey. Tegenwoordig is het een museum met onder andere een apotheek en operatiekamer. Verder wordt er uiteengezet hoe de Duitse bezetting op Jersey en de rest van Europa zich heeft voltrokken.
Het complex is onder onmenselijke omstandigheden aangelegd door buitenlandse dwangarbeiders tijdens de Duitse bezetting in de Tweede Wereldoorlog onder leiding van de Organisation Todt. Vele dwangarbeiders stierven door honger, uitputting of vallend gesteente. Aan het eind van de oorlog was het gangenstelsel nog niet voltooid. Nu worden de tunnel daarom ook gebruikt als een herdenkingsmonument voor de velen dwangarbeiders die door de Duitsers ingezet werden om dit soort bouwwerken te maken in de Tweede Wereldoorlog.